# رقص در حرم
رقص در حرم (فرانسوی: Danse au sérail‎) یک فیلم صامت فرانسوی به کارگردانی و با بازی ژرژ ملی‌یس است که در سال ۱۸۹۷ منتشر شد. تهیه کننده این فیلم استار فیلم کمپانی بود.
ژاک مالتت در لیست فیلم‌شناسی ملی‌یس که در سال ۲۰۰۸ منتشر شد این فیلم را یک فیلم گمشده اعلام کرد.